# Після сварки
«Після сварки» (англ. After We Collided) — американський мелодраматичний фільм режисера Роджера Камбла і сценаристів Анни Тодд і Маріо Селайї, знятий за однойменним романом 2014 року «Після сварки», який написаний самою Тодд. Частина франшизи «Після», сиквел фільму «Після». До головних ролей повернулися Джозефін Ленгфорд і Гіро Файнс-Тіффін.

## У ролях
- Джозефін Ленгфорд — Тесса Янг
- Гіро Файнс-Тіффін — Гардін Скотт
- Джон Джексон Хантер — маленький Гардін
- Ділан Спроус — Тревор Меттьюс
- Чарлі Вебер — Крістіан Венс
- Кендіс Аккола — Кімберлі Венс
- Луза Ломбард — Тріш Деніелс
- Роб Естес — Кен Скотт
- Каріма Вестбрук — Карен Скотт
- Макс Роган — Сміт Венс
- Шейн Пол Макгі — Лендон Гібсон
- Семюел Ларсен — Зед Еванс
- Хадіджа Ред Тандер — Стеф Джонс
- Піа Міа — Трістан
- Інанна Саркіс — Моллі Семюелс
- Ділан Арнольд — Ной Портер
- Стефан Роллінз — Річард Янг

## Виробництво
У травні 2019 року був підтверджений факт зйомок сиквела, в якому головні ролі знову виконають Джозефін Ленгфорд і Гіро Файнс-Тіффін.
4 серпня 2019 року було оголошено, що Роджер Камбл стане режисером картини. На наступний день, 5 серпня, стало відомо, то роль Тревора, колеги Тесси, виконає Ділан Спроус, а Джон Джексон Хантер затверджений на роль маленького Гардіна. Крім того 14 серпня в ЗМІ анонсували, що до зйомок приєдналися Чарлі Вебер, Роб Естес, Луїза Ломбард, Кендіс Аккола, Каріма Вестбрук і Макс Роган. Вони зіграють Крістіана Венса, Кена Скотта, Тріш, Кім, Карен і Сміта, відповідно. Естес і Вестбрук замінили Пітера Галлахера і Дженніфер Білз, і грають батьків Гардіна в першому фільмі.
Зйомки почалися 12 серпня 2019 року в Атланті, штат Джорджія, а закінчилися 16 вересня.